# Hefeautolyse
Als Hefeautolyse  wird die Auflösung von Hefezellen durch den Zellen eigene Enzyme bezeichnet, die nach dem Zelltod stattfindet, zum Beispiel nach dem Aufbrauchen der vorhandenen Nährstoffe. Da die bei der Lyse freigesetzten Zellinhaltsstoffe Eigenschaften wie den Geschmack mittels Gärung oder anderer hefevermittelter Reifungsprozesse verändern und das Wachstum bestimmter Bakterien fördern können, ist eine Überwachung des Vorgangs zum Beispiel bei der Herstellung von Bier oder Wein von großer Bedeutung. Dabei spielen die Kulturbedingungen, die Dauer der Lagerung sowie eventuell die Entfernung der Hefe eine Rolle. Bei der Bierherstellung ist das Auftreten von Hefeautolyse unerwünscht und kann mit Hilfe von pH-Wert-Messungen überwacht werden, da bei beginnender Zelllyse der pH-Wert steigt. Bei der Herstellung von Weinen kann Hefeautolyse positiv zum Geschmack beitragen und die Reifung durch den Zusatz künstlich hergestellten Hefeautolysats beschleunigt werden. Besonders bei der Herstellung von Sekten hoher Qualität wird die Freisetzung von Aminosäuren bei der Hefeautolyse als wichtiger Prozess angesehen.

## Nachweise
- Graham H. Fleet (Hrsg.): Wine Microbiology and Biotechnology. CRC Press, 1993, ISBN 978-0-415-27850-8, S. 225–242.

1. ↑  Ulrich Peters: Messung der relevanten Leitgrößen zur Beobachtung der Fermentation am Beispiel Bier. Herbert Utz Verlag, 1998, ISBN 978-3-89675-485-1, S. 56.